# Tumeur mélanocytaire
Une tumeur mélanocytaire est une tumeur développée à partir des cellules élaborant le pigment mélanique (mélanine) : les mélanocytes. Suivant les cas, elles peuvent être bénignes ou malignes.
Les tumeurs mélanocytaires siègent essentiellement au niveau de la peau où elles sont favorisées par l'exposition solaire excessive, exceptionnellement dans l'œil, le système nerveux ou les muqueuses aérodigestives.
Sur coupes standard, le pigment mélanique (mélanine) apparaît comme des masses brunes ou noirâtres, selon sa quantité ; il peut être caractérisé par la réaction de Fontana, à l'argent ; il peut être peu abondant ou absent, comme dans le mélanome achromique.
Les lésions cutanées circonscrites pigmentées sont de quatre types :
- les augmentations localisées de la pigmentation physiologique sans prolifération cellulaire ; la pigmentation peut être superficielle, épidermique, dans les éphélides (taches de rousseur) et les lentigos, ou dermique.
- la pigmentation contingente de tumeurs cutanées épithéliales bénignes (verrue séborrhéique) ou malignes (carcinome basocellulaire) : ces lésions sont parfois difficiles à distinguer cliniquement des tumeurs mélaniques proprement dites.
- les tumeurs mélaniques bénignes (nævus mélanocytaire).
- les tumeurs mélaniques malignes (mélanome).